# 李锐 (数学家)
李锐（1768年12月8日—1817年6月30日），字尚之，號四香，江苏苏州人，清朝数学家。他独立地发现了一种笛卡儿符号法则的等价形式。
乾隆五十三年十二月初八日（1768年）生。乾隆五十三年（1788年），为县生员。乾隆五十六年（1791年）李锐到紫阳书院求学，跟随钱大昕学习三角、八线、小轮、椭圆诸法。钱大昕对李锐期望甚厚，尝语之曰：“凡为弟子者，不胜其师，不为贤弟子。吾友段若齊之于戴东原是矣。”阮元认为李锐“深于天文算术，江以南第一人也”。嘉庆元年，應阮元之請校证《測圓海鏡》，刊入《知不足斋丛书》。嘉慶二年（1797年），参与了阮元编撰的中国天文历算学家传记集《畴人传》的撰写校对过程。嘉庆五年，李锐經過焦循介紹，認識汪莱。嘉庆十年（1805年），李锐前往扬州，擔任太守张敦仁的幕宾。李锐、焦循和汪莱被稱為是“谈天三友”。嘉庆二十二年六月三十日（1817年8月12日），咯血而卒。所著《周易虞氏略例》及李氏《遺書十一種》皆收入《續修四庫全書》。北京圖書館藏有稿本李銳《觀妙居日記》。

## 延伸阅读
[在维基数据编辑]
 《清史稿·卷507》，出自趙爾巽《清史稿》
 在维基共享资源阅览影像